# Педро Акіно
Педро Акіно (ісп. Pedro Aquino, нар. 13 квітня 1995, Ліма) — перуанський футболіст, півзахисник клубу «Сантос Лагуна» та національної збірної Перу.

## Клубна кар'єра
Вихованець клубу «Спортінг Крістал», в академії якого перебував з 9 років. 2 червня 2013 року в матчі проти «Сьєнсіано» він дебютував у перуанській Прімері. У 2014 році Педро допоміг команді виграти чемпіонат. 10 вересня 2016 року в поєдинку проти клубу «Реал Гарсіласо» Акіно забив свій перший гол за «Спортінг Крістал». У тому ж році він вдруге виграв чемпіонат Перу. Всього за чотири сезони, взяв участь у 70 матчах чемпіонату.
Влітку 2017 року Педро перейшов у мексиканський «Монтеррей». Сума трансферу склала 1 млн євро. Для отримання ігрової практики Акіно відразу ж був відданий в оренду в «Лобос БУАП». 23 липня в матчі проти «Сантос Лагуна» він дебютував у мексиканській Прімері. Всього за сезон зіграв у 28 матчах, після чого знову на правах оренди перейшов у до складу клубу «Леон».

## Виступи за збірні
У березні 2011 року у складі юнацької збірної Перу до 17 років, взяв участь у юнацькому кубку Південної Америки. На турнірі зіграв у двох матчах проти Аргентини та Уругваю, але збірна не вийшла з групи. Згодом був частиною перуанської збірної U-18, з якою брав участь у Болівіаріанських іграх 2013 року та отримав бронзову медаль.
У січня 2015 Акіно був у складі молодіжної збірної Перу на чемпіонаті Південної Америки (U-20). Акіно був основним гравцем і зіграв у семи з дев'яти матчах (всі в стартовому XI), а перуанці зайняли п'яте місце на турнірі. Шість місяців потому Акіно в зі збірною Перу U-22 взяв участь в Панамериканських іграх в Торонто. Він зіграв там два з трьох матчів (один в основі) і його команда завершила свою участь в чоловічому турнірі на груповому етапі.
1 вересня 2016 року дебютував в офіційних матчах у складі національної збірної Перу в матчі з Болівією в рамках матчу відбору на чемпіонат світу 2018 року в Росії. Згодом потрапив у заявку збірної на цей турнір.

## Досягнення
- Бронзовий призер Боліваріанських ігор: 2013
- Чемпіон Перу (2): 2014, 2016